# Johann Jahn (Theologe, 1750)
Martin Johann Jahn (* 18. Juni 1750 in Taßwitz; † 16. August 1816 in Wien) war ein österreichischer römisch-katholischer Theologe, Orientalist und Hochschullehrer.

## Leben
Jahn besuchte das Gymnasium in Znaim. Er studierte zunächst Philosophie an der Universität Olmütz und ab 1772 Theologie im Stift Bruck. Er legte am 19. Juni 1774 das Ordensgelübde ab und las am 9. Juli 1775 seine erste Heilige Messe. Nach einem kurzen Einsatz als Pfarrer in Mißlitz wurde er zurück ins Stift versetzt. Dort lehrte er morgenländische Sprachen und biblische Hermeneutik. 1782 wurde er an der Olmützer Universität zum Dr. theol. promoviert und noch vor 1792 auch zum Dr. phil. Nachdem im Rahmen der Josephinischen Reformen 1784 das Kloster und damit verbunden die Lehranstalt aufgelöst worden war, erhielt er im Fachgebiet seiner bisherigen Lehre eine Professur in Olmütz.
Jahn folgte 1789 einem Ruf als ordentlicher Professor der orientalischen Sprachen, der biblischen Archäologie und der Dogmatik an die Universität Wien. Seine Einleitung von 1792 enthielt Ansätze, die im Gegensatz zur herkömmlichen katholischen Bibeldeutung standen. Der Wiener Erzbischof und Kardinal Christoph Anton von Migazzi wandte sich deshalb mit einer Beschwerde an Kaiser Franz II. Er durfte in der Folgezeit Lehrbücher nur noch nach vorheriger Genehmigung verbreiten. Zwar fanden die Darlegungen Jahns verstärkt Anerkennung in der Gelehrtenwelt, allerdings sah sich Jahn weiter Misstrauen und Opposition von Seiten der Kirche ausgesetzt. Mitunter wurde er als Ketzer und Jugendverführer bezeichnet. Dies führte so weit, dass er sich mit Veröffentlichungen zurückhielt und seine späteren Veröffentlichungen nur noch herausbrachte, nachdem seine Freunde ihn dazu drängten und schwere Überzeugungsarbeit leisteten.
Jahn sollte dennoch sein Lehramt verlieren, dabei wollte man jedoch Aufsehen vermeiden. Daher wurde er 1806 zum Kanoniker am Kapitel des Wiener Stephansdoms ernannt, eine Position, in der er sein Lehramt ruhen lassen musste. Seine Ideen wirkten indes weiter. Beispielsweise ließ man noch 1821 die Nachträge zu Jahn’s theologischen Werken drucken und seine zum Teil überarbeiteten Lehrbücher fanden jahrzehntelang weiter Verwendung.
Sechs Jahre nach seinem Tod wurden mehrere seiner Werke durch die römisch-katholische Glaubenskongregation per Dekret vom 26. August 1822 auf den Index der verbotenen Bücher gesetzt. Darunter befanden sich seine Biblische Archäologie und die Einleitung in die Göttlichen Schriften.

## Werke (Auswahl)
- Hebräische Sprachlehre für Anfänger, Wappler, Wien 1792.
- Einleitung in die Göttlichen Schriften des Alten Bundes, Wappler, Wien 1793.
- Aramäische oder Chaldäische und Syrische Sprachlehre für Anfänger, Wappler, Wien 1793.
- Arabische Sprachlehre Wien 1796.
- Biblischen Archäologie, 3 Teile in 5 Bänden, Wappler und Beck, Wien 1797–1805.
- Arabische Chrestomathie, Wappler und Beck, Wien 1802.
- Archaeologia biblica, Wappler und Beck, Wien 1805.
- Nachträge zu Jahn’s theologischen Werken, Laupp, Tübingen 1821.